# Plan d'eau de la Vendenesse
Le plan d'eau de la Vendenesse est un lac situé à Saint-Igny-de-Vers, dans le Rhône.